# Scusami
«Scusami» (укр. «Вибач») — пісня італійського співака і кіноактора Адріано Челентано, що увійшла до його альбому «Arrivano gli uomini» 1996 року.

## Про пісню
Пісня була п'ятим треком альбому Адріано Челентано «Arrivano gli uomini», де її тривалість складала 6:07 хвилин. «Scusami» була римейком пісні Челентано «(Please) Stay a little longer» з альбому «Geppo il folle» 1978 року. Музику написали Даніеле Байма Бескет і Рональд Джексон, автором тексту був Челентано.

## Сингл «Arrivano Gli Uomini»
Також пісня вийшла як третій трек сингл «Arrivano Gli Uomini», випущеного у 1996 році на CD в Італії, власним лейблом Челентано, «Clan Celentano».
CD-сингл «Arrivano Gli Uomini» 1996 року (Clan Celentano — 74321 42358 2, BMG — 74321 42358 2)
1. «Arrivano Gli Uomini» — 3:50
2. «Ti Lascio Vivere» — 4:35
3. «Scusami (Please) Stay A Little Longer» — 5:59